# Daldinia decipiens

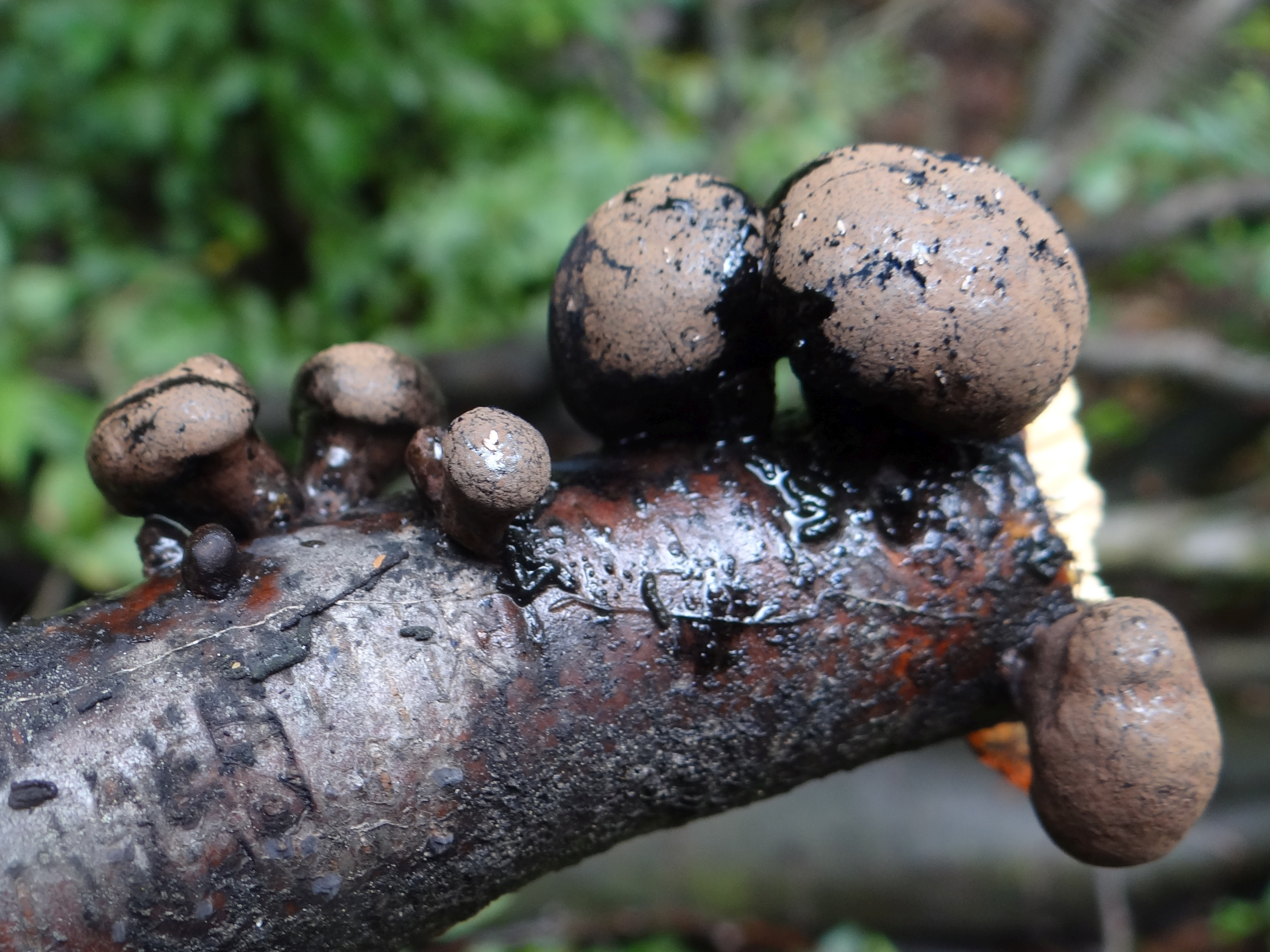
Podkładki na gałązce brzozy

Daldinia decipiens Wollw. & M. Stadler – gatunek grzybów z rodziny Hypoxylaceae.

## Systematyka i nazewnictwo
Pozycja w klasyfikacji według Index Fungorum: Xylaria, Hypoxylaceae, Xylariales, Xylariomycetidae, Sordariomycetes, Pezizomycotina, Ascomycota, Fungi.
Holotyp: M, Wollweber 3811. Po raz pierwszy gatunek ten zdiagnozowali w 2001 r. Wollw. i M. Stadler na Betula carpatica w Niemczech.

## Morfologia
Podkładka twarda, korkowata o maczugowatym lub kulistym kształcie, często wyrastająca na krótkim trzonie o wysokości 3–8 mm. Młoda, rozwijająca się podkładka ma często cylindryczny kształt. W stanie dojrzałym osiąga rozmiar około 2 × 3 cm. Początkowo ma barwę czerwonawo-brązową, potem coraz ciemniejszą, do fioletowoczarnej. Pod powierzchnią występują pomarańczowobrązowe granulki perytecjów, lekko uwypuklające się na zewnątrz. Na przekroju poprzecznym występują koncentryczne warstwy brązowe i brązowoczarne. Poszczególne warstwy mają grubość 0,1–0,5 mm. Perytecja lancetowate, lub rzadziej jajowate, o rozmiarach 0,4–0,8 × 0,2–0,4 mm. Na ich szczycie niepozorne lub nieco brodawkowate ostiole. Worki o rozmiarach 180–210 × 9–10 μm osadzone na trzonkach o długości 90–100 μm. Aparat apikalny o rozmiarach 0,5–0,8 × 4,5–5 μm, amyloidalny. Askospory jasnobrązowe do ciemnobrązowych, gładkie, elipsoidalne, głównie z wąsko zaokrąglonymi końcami, o rozmiarach 18 (–20) × 6,5–10 (–11) μm, z porą rostkową w postaci szczeliny na całej długości bardziej wypukłej strony zarodnika.
Wyhodowana na pożywce OA anamorfa po 1–1,5 tygodnia osiąga średnicę 9 cm. Powierzchnia biała, filcowata, z rozproszonym obrzeżem. Podczas zarodnikowania staje się coraz ciemniejsza, w końcu czarna. Konidiofory nierozgałęzione, lub rozgałęzione dichotnomicznie, hialinowe, o długości 50–120 μm i średnicy 2,5–3,5 μm z jedną lub dwoma komórkami konidiotwórczymi na końcu. Komórki konidiotwórcze cylindryczne, hialinowe, o długości 13–22 μm i średnicy 2,5–4 μm. Konidia hialinowe, gładkie, prawie kuliste lub jajowate, o rozmiarach 7–8 × 4,5–5,5 μm.
Podobny jest próchnilec maczugowaty (Xylaria polymorpha).

## Występowanie i siedlisko
Znane jest jego występowanie tylko na półkuli północnej, głównie w Europie. Początkowo znany był w Niemczech i Szwecji, potem w Danii, Hiszpanii i Anglii, a także w USA i Chinach. Występował także wśród okazów o nazwie Sphaeria concentrica w herbarium Persoon. W Polsce po raz pierwszy jego występowanie podano w 2009 r. w rezerwacie przyrody Ochojec.
Saprotrof, grzyb nadrzewny, jak dotąd notowany niemal wyłącznie na brzozach (jedno stanowisko na buku). Anamorfa współżyje z błonkówką Xiphydria woodwasps, która bierze udział w rozprzestrzenianiu zarodników.